# Guerra romeno-ungherese
La guerra romeno-ungherese è stato un conflitto scoppiato subito dopo la fine della prima guerra mondiale, dal 13 novembre 1918 al 3 agosto 1920. Il conflitto ha avuto uno sfondo complesso, con motivazioni spesso contraddittorie per le parti coinvolte.
Gli Alleati della prima guerra mondiale intesero che l'esercito rumeno disarmasse ed occupasse l'Ungheria. Allo stesso tempo, c'era riluttanza nel consentire alla Romania di occupare completamente l'Ungheria, sebbene la loro intenzione fosse quella di soddisfare, almeno in parte, le rivendicazioni rumene in conformità con il trattato di Bucarest (1916) che proponeva che l'Ungheria cedesse la Transilvania alla Romania. La situazione venne ulteriormente complicata dai rapporti tesi tra la delegazione rumena alla conferenza di pace di Parigi e le grandi potenze. La Francia, in particolare, era entusiasta della partecipazione della Romania all'intervento contro le forze bolsceviche in Russia, mentre le autorità rumene condizionavano questo coinvolgimento all'adempimento delle promesse fatte dagli Alleati nel 1916. Alcuni leader alleati a Parigi sostennero l'avanzata dell'esercito rumeno mentre il Consiglio dei Quattro negò la sua approvazione per le azioni militari. Lo stato maggiore francese incoraggiò una continua avanzata rumena su Budapest, con i generali Ferdinand Foch, Louis Franchet d'Espèrey e Henri Mathias Berthelot particolarmente a favore di questo approccio.
In Transilvania c'erano tensioni politiche ed etniche tra vari rumeni, ungheresi, sassoni ed altri gruppi etnici. Tuttavia, le motivazioni della Romania per entrare nella zona neutrale e varcare le linee di demarcazione non si limitavano solo a proteggere l'etnia rumena, ma anche ad occupare il territorio in conformità con l'accordo del 1916, presentando così agli Alleati un "fatto compiuto".
All'indomani della prima guerra mondiale e della proclamazione dell'indipendenza dell'Ungheria dalla monarchia duale, gli ungheresi cercarono di convincere gli alleati che "l'Ungheria non dovrebbe essere penalizzata troppo duramente per i peccati dei padri". Nonostante il governo ungherese avesse offerto concessioni alle minoranze etniche, era "troppo poco, troppo tardi". I leader politici di etnia rumena, così come serbi, slovacchi, croati ed altre minoranze, avevano già deciso di separarsi. Inoltre, la decisione del Consiglio dei Quattro d'istituire una zona neutrale che riflettesse in gran parte il trattato tra la Romania e gli Alleati del 1916 contribuì alle dimissioni del conte Mihály Károlyi e alla successiva creazione della Repubblica Sovietica Ungherese. La minaccia dell'Armata Rossa ungherese e delle Guardie Rosse di Béla Kun di collegarsi con altre forze bolsceviche fu decisiva nella decisione congiunta di diversi rappresentanti alleati e delle autorità rumene di "risolvere immediatamente la questione ungherese".

## Contesto

### L'Ungheria dopo la Grande Guerra

#### La rivoluzione dei crisantemi, la repubblica liberale e l'autodisarmo
Nella notte tra il 30 e il 31 ottobre 1918, al termine della Grande Guerra e a seguito del collasso dell'Impero austro-ungarico, a Budapest scoppiò la cosiddetta "rivoluzione delle rose d'autunno", o "rivoluzione dei crisantemi", che portò al governo il liberale di sinistra Mihály Károlyi. Károlyi proclamò la nascita della Repubblica Democratica di Ungheria e, in linea con il messaggio pacifista del presidente statunitense Woodrow Wilson ordinò il disarmo dell'esercito ungherese. Il disarmo unilaterale del suo esercito fece sì che l'Ungheria rimanesse senza una difesa nazionale mentre era particolarmente vulnerabile. Oszkár Jászi, il nuovo ministro per le minoranze nazionali dell'Ungheria, offrì referendum sui confini controversi per le minoranze (come i rumeni in Transilvania), ma i leader politici di quelle minoranze rifiutarono l'idea stessa di referendum sui territori contesi alla Conferenza di pace di Parigi.

#### Le reazioni internazionali dopo l'autodisarmo unilaterale
Sei giorni dopo, il 5 novembre 1918, l'esercito serbo, con l'aiuto dell'esercito francese, attraversò il confine meridionale del Regno d'Ungheria. L'8 novembre, l'esercito cecoslovacco attraversò il confine settentrionale e il 13 novembre l'esercito rumeno attraversò il confine orientale. Il 13 novembre Károlyi firmò un armistizio con l'Intesa fissando le linee di demarcazione del territorio dell'Ungheria. Ai sensi dell'armistizio le truppe serbe e francesi avanzarono fino ad occupare il Banato e la Croazia; la Cecoslovacchia prese il controllo dell'Alta Ungheria e della Rutenia subcarpatica; la Romania poté avanzare fino al fiume Mureș. L'esercito ungherese inoltre venne ridotto a sei divisioni di fanteria e due di cavalleria.
A causa delle durissime condizioni dell'armistizio, il governo Károlyi perse completamente il consenso popolare e quando nel marzo 1919 l'Intesa chiese ulteriori concessioni territoriali Károlyi fu costretto a dimettersi. Il nuovo governo, composto da una coalizione di social-democratici e comunisti, proclamò la nascita della Repubblica sovietica ungherese. Il nuovo governo indisse una guerra patriottica per proteggere i propri confini, ingraziandosi così il favore dell'esercito.

### La Romania durante la Grande Guerra
(Proclamazione del re Ferdinando I di Romania al popolo romeno, 28 agosto 1916)
Nel 1916, quando la Romania entrò in guerra al fianco dell'Intesa, uno dei suoi obiettivi principali era di riunire in un unico Stato i territori a maggioranza rumena posti sotto il dominio dell'Impero austro-ungarico e della Russia. Nel Trattato di Bucarest del 17 agosto 1916, vennero stipulati i termini per l'acquisizione da parte della Romania di territori in Austria-Ungheria. Tuttavia, in senso militare e geopolitico, il fattore chiave dell'entrata in guerra della Romania furono i successi dell'offensiva Brusilov russa contro l'Austria-Ungheria. Dopo tre mesi di guerra, due terzi del territorio del Regno di Romania vennero occupati dagli Imperi centrali. Bucarest, la capitale della Romania, venne conquistata dagli Imperi centrali il 6 dicembre 1916. Il generale tedesco August von Mackensen venne nominato "governatore militare" dei territori occupati della Romania. A seguito della rivoluzione d'ottobre il nuovo governo bolscevico decise di uscire dalla guerra firmando il trattato di Brest-Litovsk e lasciando sul fronte orientale la Romania da sola contro le Potenze centrali. Nel maggio 1918 il governo rumeno di Alexandru Marghiloman venne costretto a firmare un armistizio con Germania e Austria-Ungheria, ma il trattato non venne mai firmato dal re di Romania Ferdinando I.
L'11 novembre 1918, la Germania firmò un armistizio con gli Alleati, in base al quale dovette ritirare immediatamente tutte le truppe tedesche in Romania e le truppe nell'Impero ottomano, nell'Impero austro-ungarico e nell'Impero russo tornarono in territorio tedesco ed alleato per avere accesso a questi paesi.

## Le fasi della guerra
La guerra tra Romania e Ungheria del 1919-1920 si può suddividere in tre fasi.
Nella prima l'esercito rumeno avanzò incontrando scarsa resistenza fino ai Monti Apuseni, nei Carpazi occidentali. Nella seconda fase l'esercito rumeno sconfisse l'Armata rossa ungherese raggiungendo il fiume Tibisco. Nella terza le truppe rumene occuparono Budapest rovesciando il regime comunista di Béla Kun.

### La prima fase: novembre 1918 - marzo 1919

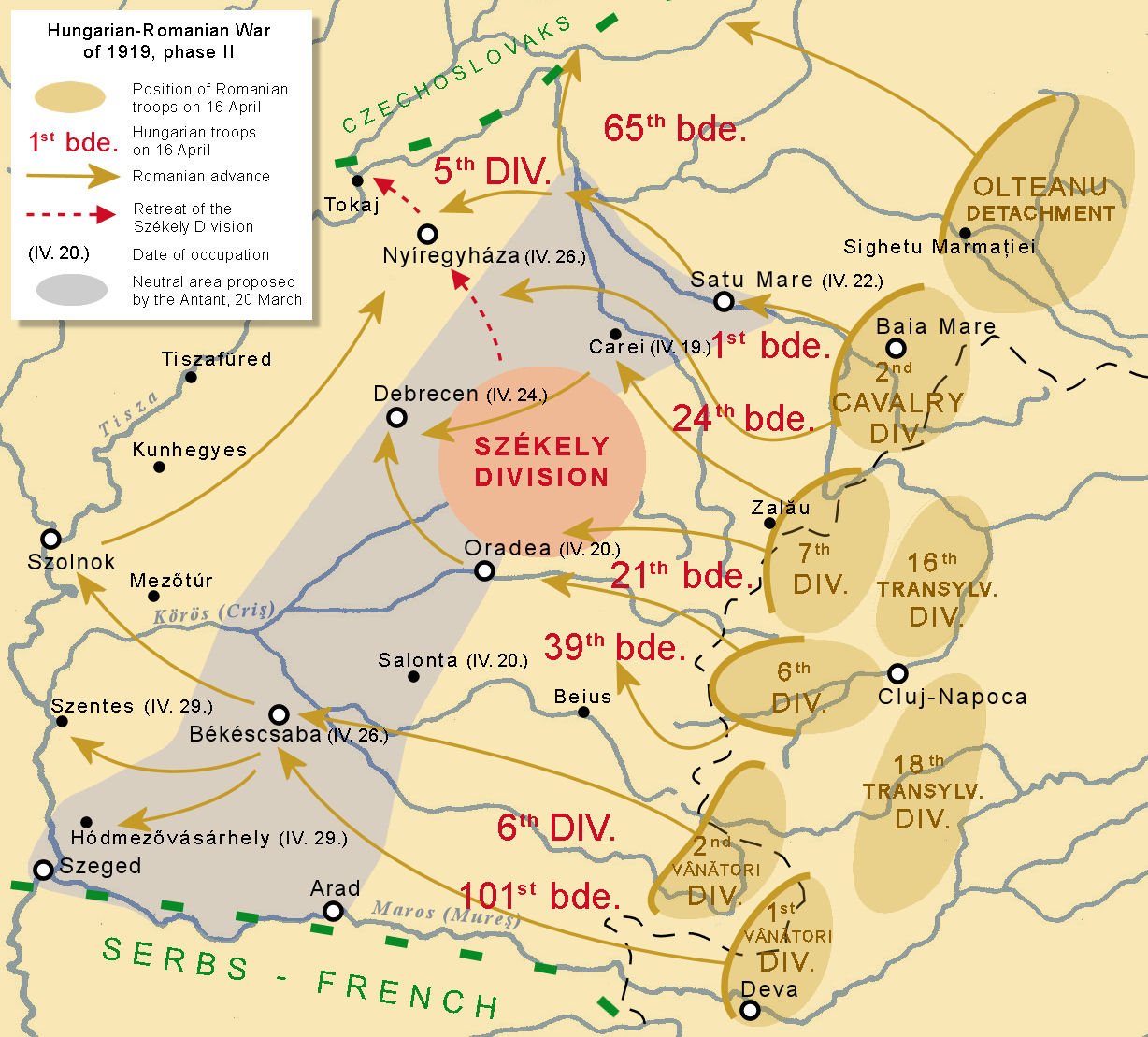
Operazioni dell’esercito rumeno nella seconda fase della guerra. In grigio la zona demilitarizzata proposta dagli alleati

Il 10 novembre 1918, la Romania rientrò in guerra a fianco delle forze alleate, con obiettivi simili a quelli del 1916. Il re Ferdinando chiese la mobilitazione dell'esercito rumeno e gli ordinò di attaccare attraversando i Carpazi in Transilvania. La 1ª Divisione Vânători e la 7ª e l'8ª Divisione fanteria, di stanza in Moldavia, furono le prime unità ad essere mobilitate. L'8ª Divisione venne inviata nella Bucovina e le altre due vennero inviate in Transilvania. Il 13 novembre 1918 la 7ª Divisione dell'esercito rumeno entrò in Transilvania nei pressi di Prisăcani. La 1ª Divisione entrò in Transilvania a Palanca.
Il 1º dicembre le popolazioni di etnia rumena della regione proclamarono l'unione con il Regno di Romania. L'iniziativa venne sostenuta dai sassoni e dagli svevi del Banato ma non dalle popolazioni di lingua ungherese. Il 7 dicembre, Brașov venne occupata dall'esercito rumeno. Più tardi quel mese, le unità rumene raggiunsero la linea del fiume Mureș, una linea di demarcazione che era stata concordata dai rappresentanti degli Alleati e dell'Ungheria all'Armistizio di Belgrado.
Nel dicembre 1918 l'esercito rumeno ricevette dal generale francese Louis Franchet d'Esperey (comandante delle forze alleate sul fronte orientale) il permesso di avanzare fino a Cluj e Alba Iulia. Vista la facilità con la quale era riuscito a penetrare nel territorio ungherese, il generale Traian Moşoiu decise di spingersi sino a Sibiu e a Brașov. Vennero formate due nuove divisioni di fanteria, la 16ª e la 18ª, con soldati rumeni precedentemente mobilitati nell'esercito austro-ungarico. Venne istituito a Sibiu, sotto il generale Moşoiu, un comando unificato dell'esercito rumeno in Transilvania. Sebbene la Romania controllasse nuovi territori, non comprendeva tutta l'etnia rumena nella regione.
Il 28 febbraio il Consiglio alleato notificò all'Ungheria la nuova linea di demarcazione con la Romania che correva lungo la linea ferroviaria tra le città di Satu Mare, Oradea e Arad, imponendo al governo di Budapest ulteriori rinunce territoriali. Veniva inoltre proposta una zona demilitarizzata profonda circa 5 km oltre il confine. Il primo ministro ungherese Károlyi si dimise e il leader bolscevico Béla Kun prese il potere istituendo un regime comunista. Nel frattempo, si svolsero scaramucce limitate tra le truppe rumene e ungheresi. Alcuni elementi ungheresi s'impegnarono ad infastidire i rumeni al di fuori dell'area controllata dall'esercito rumeno.

### Gli interventi, la caduta del regime liberale ed il colpo di Stato comunista

Situazione regionale (1918-1920)

Il governo pacifista di Károlyi non riuscì a gestire le questioni interne e militari e perse il sostegno popolare. Il 20 marzo 1919, Béla Kun, che era stato imprigionato nella prigione di Markó utca, venne rilasciato. Il 21 marzo egli guidò un colpo di Stato comunista di successo. Károlyi venne deposto ed arrestato. Kun formò un governo di coalizione socialdemocratico-comunista e proclamò la Repubblica Sovietica Ungherese. Giorni dopo, i comunisti epurarono i socialdemocratici dal governo. La Repubblica Sovietica Ungherese era un piccolo stato superstite comunista. Quando venne istituita la Repubblica dei Consigli, controllava solo il 23% circa del territorio storico dell'Ungheria.
I comunisti rimasero amaramente impopolari nelle campagne ungheresi, dove l'autorità di quel governo era spesso inesistente. I comunisti avevano un vero sostegno popolare solo tra le masse proletarie dei grandi centri industriali, specialmente a Budapest, dove la classe operaia rappresentava un'alta percentuale della popolazione. Il governo comunista seguì il modello sovietico. Il partito stabilì i suoi gruppi terroristici (come i famigerati Ragazzi di Lenin) per "superare gli ostacoli" nella campagna ungherese, che in seguito venne conosciuta come Terrore rosso in Ungheria.
Il nuovo governo promise uguaglianza e giustizia sociale. Propose che l'Ungheria venisse ristrutturata come federazione. La proposta venne progettata per fare appello all'opinione sia nazionale che straniera. Le considerazioni interne includevano il mantenimento dell'integrità territoriale e dell'unità economica delle ex terre della corona e la protezione dei confini della nazione. Il governo aveva il sostegno popolare e il sostegno dell'esercito. La maggior parte degli ufficiali dell'esercito ungherese provenivano da regioni che erano state occupate con la forza durante la prima guerra mondiale, cosa che aumentò il loro umore patriottico. L'Ungheria come federazione avrebbe fatto appello a Wilson sotto la sua dottrina dell'autodeterminazione dei popoli a causa della composizione multietnica della nazione. Inoltre, istituzioni autogovernate e autodirette per i popoli non magiari dell'Ungheria avrebbero ridotto il predominio del popolo magiaro.

### La seconda fase: aprile – giugno 1919

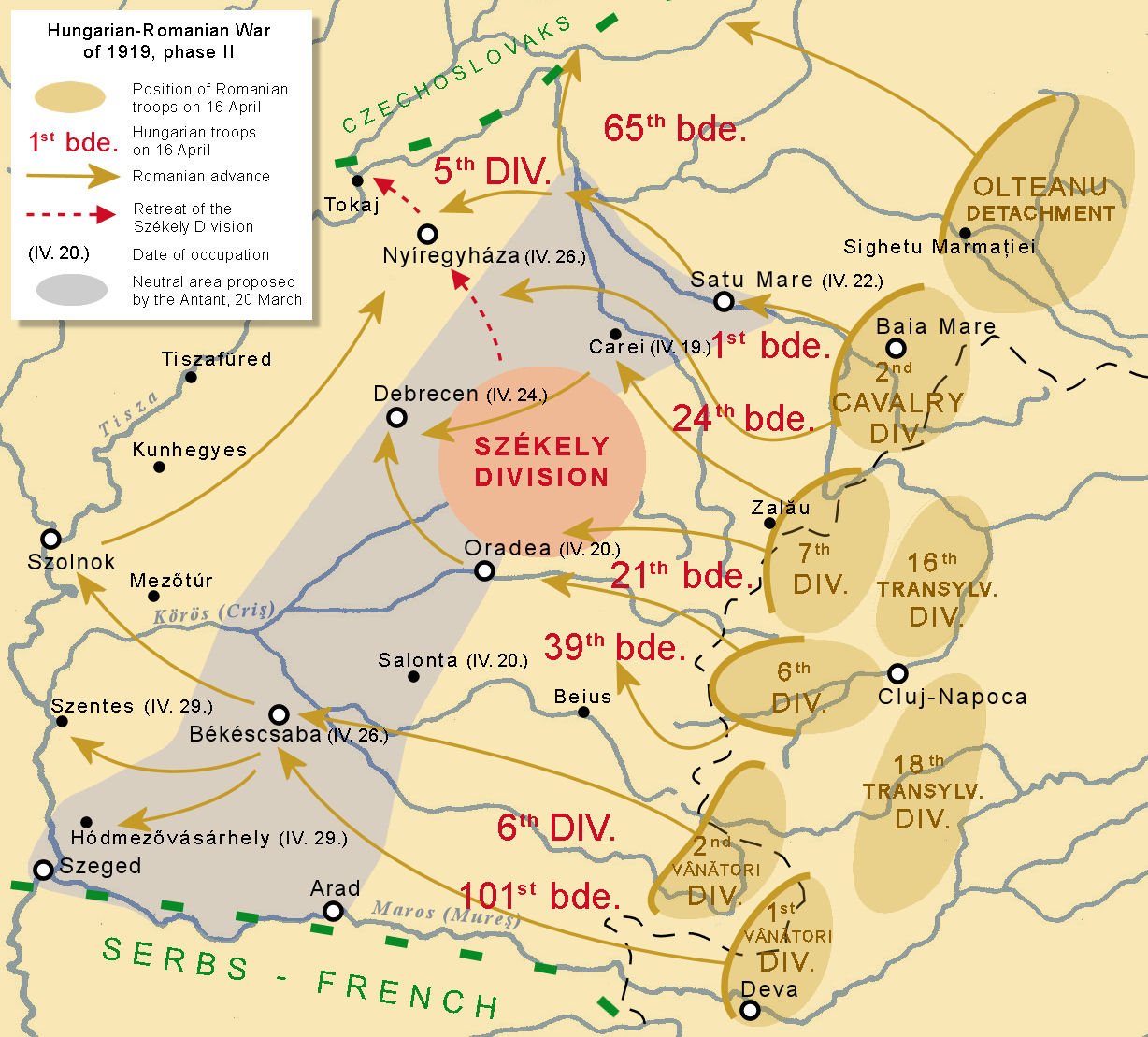
Le operazioni dell'esercito romeno nell'aprile 1919

Dopo il 21 marzo 1919, la Romania si trovò tra due nazioni con governi comunisti: l'Ungheria a ovest e la Russia Sovietica a est. La delegazione rumena alla Conferenza di pace di Parigi chiese all'esercito rumeno di poter estromettere il governo comunista di Kun in Ungheria. Gli alleati erano consapevoli del pericolo comunista per la Romania. Tuttavia, c'era un clima di dissenso nel consiglio tra il presidente degli Stati Uniti Woodrow Wilson, il primo ministro britannico David Lloyd George ed il primo ministro francese Georges Clemenceau sulle garanzie richieste dalla Francia ai suoi confini con la Germania. In particolare, la delegazione americana era convinta che gli intransigenti francesi attorno al maresciallo Ferdinand Foch stessero cercando d'iniziare un nuovo conflitto con la Germania e la Russia sovietica. Il consiglio alleato cercò di disinnescare la situazione tra Romania e Ungheria.
In aprile un tentativo di mediazione effettuato dal generale sudafricano Jan Smuts non ebbe successo e Kun temporeggiò per costruire una forza in grado di combattere Romania e Cecoslovacchia. L'Ungheria aveva 20 000 soldati di fronte all'esercito rumeno e ne mobilitò altri 60 000 C'erano centri di reclutamento in città come Nagyvárad, Gyula, Debrecen e Szolnok. C'erano alcune unità d'élite ed ufficiali dell'ex esercito austro-ungarico, ma alcuni erano volontari con poco addestramento. Le truppe ungheresi erano equipaggiate con 137 cannoni e cinque treni blindati ed erano motivate da sentimenti di nazionalismo ungherese, piuttosto che da ideali comunisti. Kun sperava che la Russia sovietica avrebbe attaccato la Romania da est. In risposta il generale George Mărdărescu ricevette ordine di avanzare fino al fiume Tibisco. L'esercito rumeno in Transilvania comprendeva 64 battaglioni di fanteria, 28 squadroni di cavalleria, 160 cannoni, 32 obici, un treno blindato, tre squadroni aerei e due battaglioni di pionieri, uno a nord e uno a sud. Il comandante del battaglione nord era il generale Moșoiu. La Romania pianificò d'intraprendere un'azione offensiva il 16 aprile 1919. Il battaglione nord doveva prendere Nagykároly (Carei) e Nagyvárad (Oradea), che avrebbero separato l'élite Divisione Székely  dal resto dell'esercito ungherese. Il battaglione nord avrebbe quindi aggirato l'esercito ungherese. Contemporaneamente, il battaglione sud sarebbe avanzato verso Máriaradna (ora parte di Lipova) e Belényes (Beiuș).
Il 16 aprile, l'esercito rumeno iniziò la sua offensiva. Dopo pesanti combattimenti, i rumeni presero i passi di montagna. Sul fronte della 2ª Divisione Vânători, un battaglione di allievi ungheresi offrì una forte resistenza; tuttavia, vennero sconfitti dal 9º Reggimento.

Il 23 aprile i rumeni raggiunsero Debrecen. L'esercito rumeno iniziò quindi i preparativi per un assalto a Békéscsaba. Il 25-26 aprile, dopo alcuni pesanti combattimenti, Békéscsaba cadde in mano alle forze rumene. Gli ungheresi si ritirarono a Szolnok e, da lì, attraverso il fiume Tibisco. Stabilirono due linee di difesa concentriche che si estendevano dal fiume Tibisco intorno a Szolnok. Tra il 29 aprile e il 1º maggio l'esercito rumeno ha sfondato le linee. La sera del 1º maggio, l'intera sponda orientale del fiume Tibisco era sotto il controllo dell'esercito rumeno.

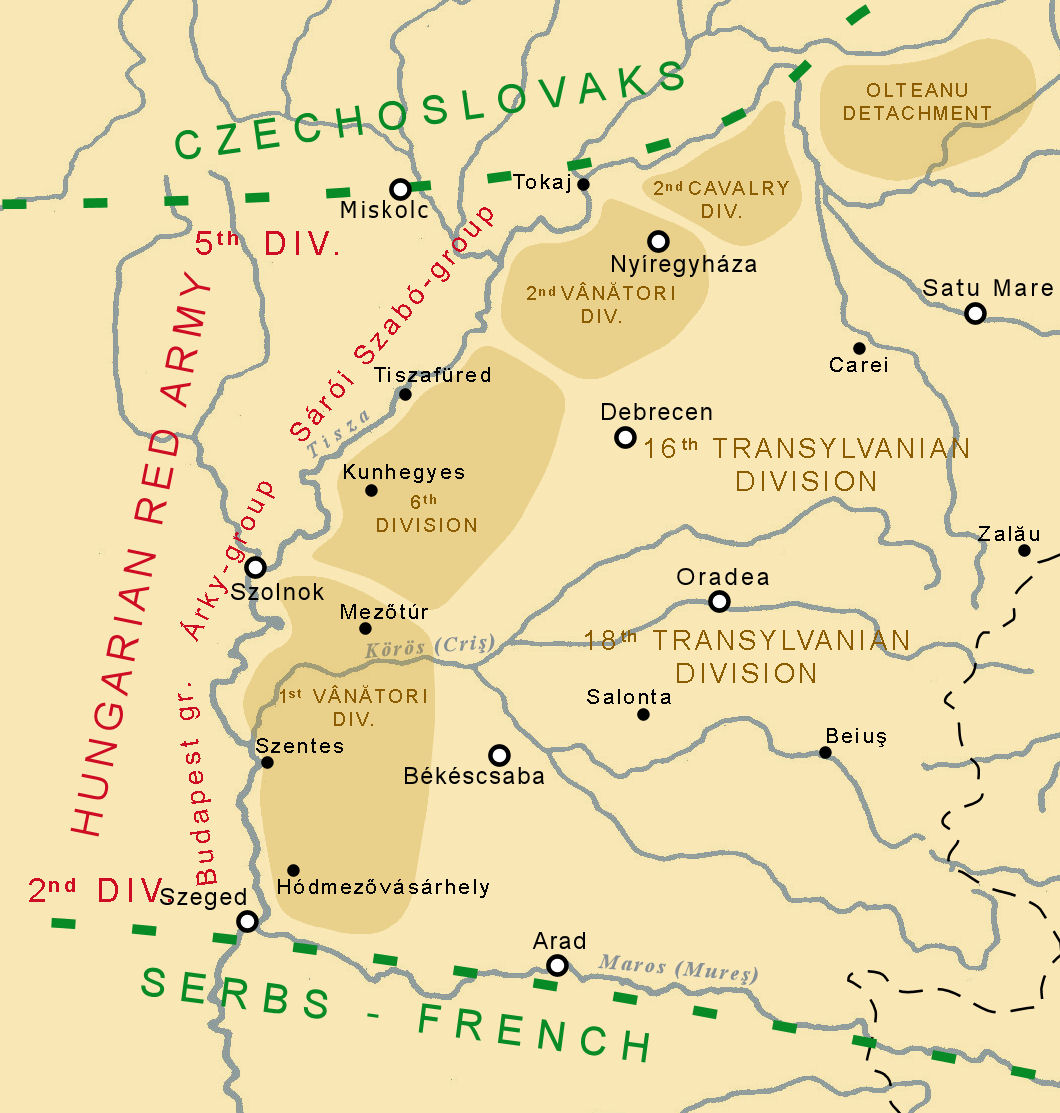
La linea del fronte tra l’esercito ungherese e rumeno il 3 maggio 1919

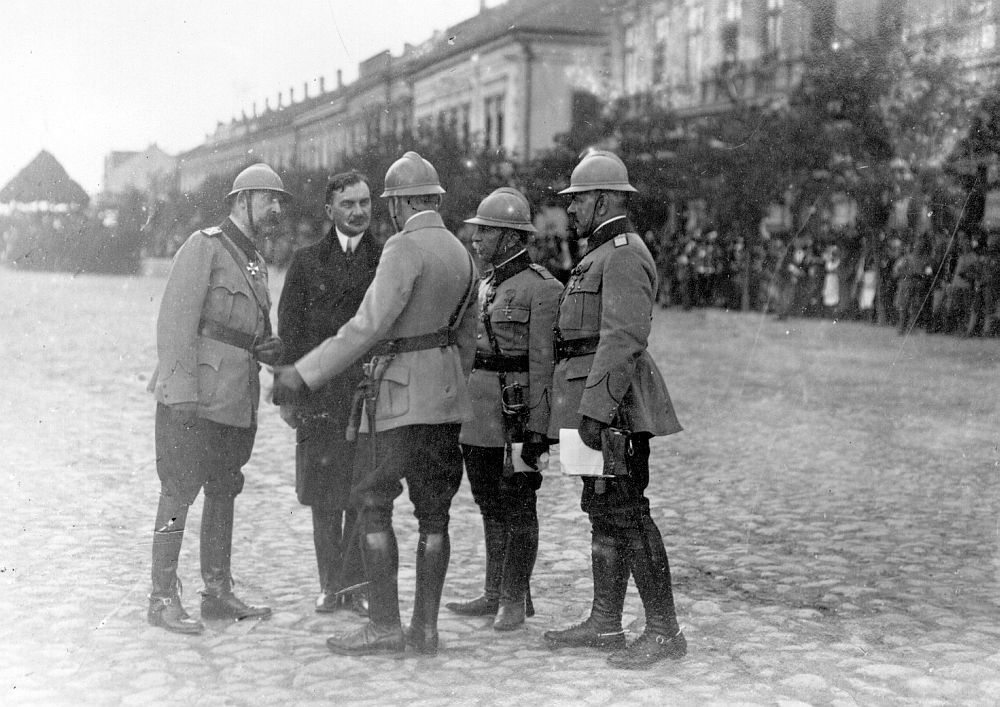
Re Ferdinando I con Iuliu Maniu e i generali Constantin Prezan, Gheorghe Mărdărescu e Ștefan Panaitescu a Békéscsaba, 24 maggio 1919

Il 2 maggio il governo di Kun chiese la pace e propose di accettare le richieste territoriali rumene. Gli Alleati, ed in particolare il ministro degli Esteri francese Stéphen Pichon, fecero pressioni sul primo ministro rumeno Ion Brătianu affinché ritirasse le sue truppe entro la linea di demarcazione proposta il 28 febbraio. Brătianu accettò ma firmò con gli ungheresi solo un armistizio. Il generale Moșoiu divenne governatore del distretto militare tra il confine rumeno e il fiume Tibisco. Il generale Mihăescu divenne comandante del battaglione nord. La 7ª Divisione venne spostata sul fronte russo in Moldavia. Il 24 maggio, Re Ferdinando I di Romania e Iuliu Maniu (il capo del Consiglio del Direttorio della Transilvania) visitarono l'area del fronte e s'incontrarono con i generali Constantin Prezan, Gheorghe Mărdărescu e Ștefan Panaitescu a Békéscsaba.
Dopo le dure sconfitte subìte contro la Romania Béla Kun cercò di recuperare consensi attaccando la Cecoslovacchia. Il 20 maggio le truppe ungheresi guidate dal colonnello Aurél Stromfeld attaccarono Miskolc ottenendo un buon successo. L'esercito rumeno attaccò il fianco ungherese con le truppe della 16ª Divisione fanteria e della 2ª Divisione Vânători e mirava a mantenere i contatti con l'esercito cecoslovacco. Le truppe ungheresi prevalsero e l'esercito rumeno si ritirò sulla sua testa di ponte a Tokaj. Lì, tra il 25 e il 30 maggio, le forze rumene dovevano difendere la loro posizione dagli attacchi ungheresi.
     Territori occupati dalla Romania nell'aprile 1919
     Territori controllati dalla Repubblica Sovietica Ungherese
     Territori recuperati dalla Repubblica Sovietica Ungherese
     Territori sotto controllo francese e jugoslavo

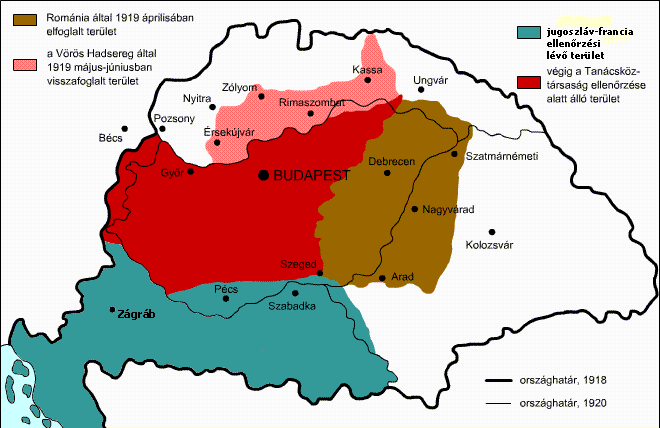
Territori occupati dalla Romania nell'aprile 1919
Territori controllati dalla Repubblica Sovietica Ungherese
Territori recuperati dalla Repubblica Sovietica Ungherese
Territori sotto controllo francese e jugoslavo

Il 3 giugno, l'esercito rumeno venne costretto ad un'ulteriore ritirata, ma estese la sua linea di difesa lungo il fiume Tibisco e rafforzò la sua posizione con l'8ª Divisione, che stava avanzando dalla Bucovina dal 22 maggio. L'Ungheria all'epoca controllava il territorio dai suoi vecchi confini e aveva ripreso il controllo delle aree industriali intorno a Miskolc, Salgótarján, Banská Štiavnica (Selmecbánya) e Košice (Kassa). Nel frattempo comunque, Kun aveva riconquistato l'Alta Ungheria e aveva creato in Slovacchia uno stato fantoccio (la Repubblica Sovietica Slovacca).
I patrioti ungheresi e gli ufficiali militari professionisti dell'Armata Rossa videro l'istituzione della Repubblica Sovietica Slovacca come un tradimento e il loro sostegno al governo iniziò a erodersi (i comunisti e il loro governo sostenevano l'istituzione di uno stato comunista slovacco, mentre i patrioti ungheresi volevano mantenere i territori rioccupati per l'Ungheria). Nonostante una serie di vittorie militari contro l'esercito cecoslovacco, l'Armata Rossa ungherese iniziò a disintegrarsi a causa delle tensioni tra nazionalisti e comunisti durante l'istituzione della Repubblica Sovietica Slovacca. La concessione erose il sostegno del governo comunista da parte di ufficiali militari professionisti e nazionalisti dell'Armata Rossa ungherese. Anche il capo di stato maggiore, Aurél Stromfeld, rassegnò le dimissioni per protesta.
Nell'aprile 1918, approfittando della situazione caotica in Russia, dove il nuovo governo bolscevico si trovava a dover combattere contro le forze anti-rivoluzionarie, i polacchi e gli ucraini, la Bessarabia aveva dichiarato la propria unione con la Romania. Un tentativo bolscevico di riconquistare la Bessarabia servendosi della Repubblica Sovietica di Odessa si risolse in una serie di sporadici attacchi nei pressi del fiume Dniester che non portarono ad alcun risultato degno di nota. Nel gennaio 1919 tuttavia l'Armata Rossa riuscì a respingere le forze ucraine fino al fiume Zbruč e conquistò la città rumena di Chotyn.
La Russia sovietica stava allora respingendo gli attacchi delle Forze armate della Russia meridionale guidate da Anton Denikin. Tre divisioni dell'esercito francese e due greche sotto il generale Philippe Henri Joseph d'Anselme con il sostegno di volontari polacchi, ucraini e russi, attaccarono le truppe sovietiche vicino a Odessa. Il 21 marzo 1919, a sostegno dell'attacco alleato, le truppe rumene del 39º Reggimento occuparono Tiraspol.

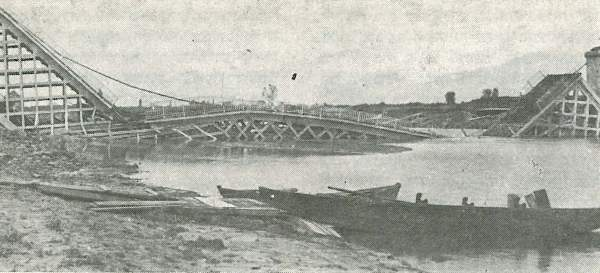
L'ex ponte ferroviario di Bender dopo la sua distruzione da parte delle truppe rumene nel 1919

Ad aprile, a Berzov, la 3ª Armata Rossa sovietica sconfisse le forze di d'Anselme, che si ritirarono verso Odessa. Alla fine di aprile, un cambio di governo in Francia portò al ritiro delle forze alleate da Odessa. Le truppe partirono in nave ed abbandonarono alcune attrezzature pesanti. Alcune truppe, con volontari ucraini e russi, si ritirarono attraverso la Bessarabia meridionale. Nel frattempo, l'esercito rumeno rafforzò le sue posizioni in Bessarabia.
Il 1º maggio il ministro degli Esteri sovietico Georgij Čičerin (anche al fine di alleggerire la pressione dell'esercito rumeno sull'Ungheria) lanciò un ultimatum alla Romania chiedendo l'immediata evacuazione della Bessarabia. Il 27 maggio le truppe bolsceviche attaccarono Tighina ma vennero respinte dalle forze rumene, con l'aiuto di truppe francesi. Già all'inizio di giugno la situazione in Bessarabia si calmò e la Romania poté nuovamente concentrare i propri sforzi verso la Transilvania.

### La terza fase: luglio – agosto 1919
La situazione nell'area danubiana preoccupava gli Alleati che chiesero alla Romania di ritirarsi dal Tibisco e all'Ungheria di ritirarsi dalla Cecoslovacchia. Il 23 giugno l'Ungheria firmò un armistizio con la Cecoslovacchia. Entro il 4 luglio, l'esercito ungherese si era ritirato di 15 km a sud della linea di demarcazione ungherese-cecoslovacca. Il consiglio chiese alla Romania di lasciare Tiszántúl e di rispettare i nuovi confini. La Romania disse che non lo avrebbe fatto fino a quando l'esercito ungherese non si fosse smobilitato. Kun disse che avrebbe continuato a dipendere dalla potenza del suo esercito. L'11 luglio, il consiglio ordinò al maresciallo Ferdinand Foch di preparare un attacco coordinato contro l'Ungheria utilizzando forze serbe, francesi e rumene. L'Ungheria, a sua volta, si preparò all'azione lungo il Tibisco.

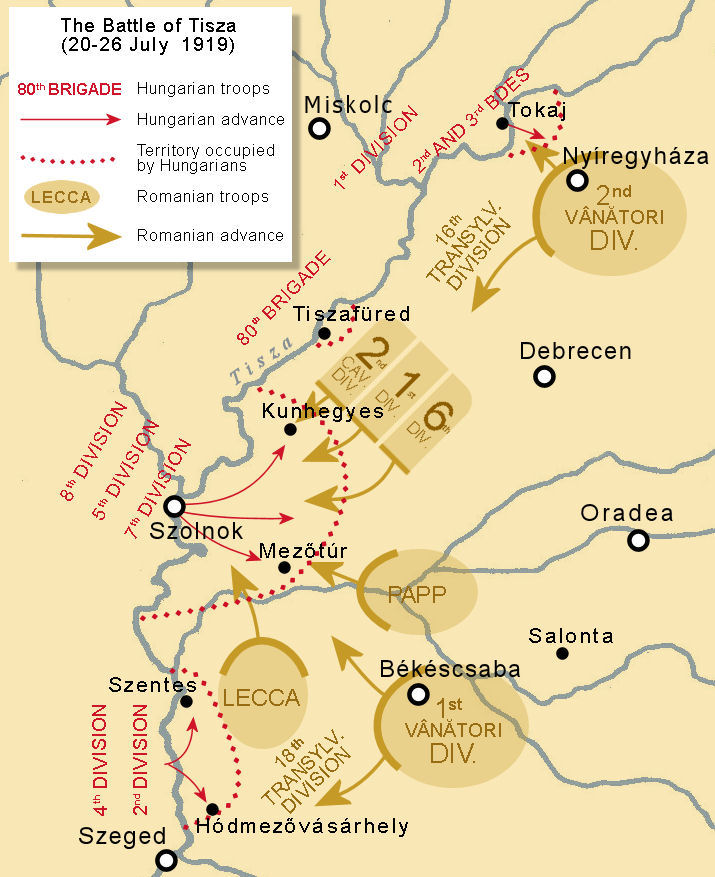
Operazioni degli eserciti ungherese e rumeno durante la battaglia del Tibisco nel luglio 1919.

Il 20 luglio, dopo tre giorni di violenti bombardamenti, la fanteria ungherese attraversò il Tibisco e attaccò le posizioni rumene. Nella zona settentrionale, l'esercito ungherese prese Rakamaz e alcuni villaggi vicini. Le truppe della 16ª e della 2ª Divisione Vânători ripresero presto i villaggi e riconquistarono Rakamaz il giorno successivo. Gli ungheresi rinnovarono i loro sforzi e, sostenuti dal fuoco dell'artiglieria, ripresero Rakamaz e due villaggi vicini ma non riuscirono ad uscire dalla testa di ponte di Rakamaz.
Nella zona meridionale, durante una battaglia di due giorni, la 2ª Divisione ungherese prese Szentes dall'89º e dal 90º Reggimento della 18ª Divisione rumena. Dal 21 al 22 luglio, Hódmezővásárhely passò di mano più volte tra le truppe ungheresi e rumene del 90º Reggimento fanteria supportato dalla 1ª Brigata Vânători. Il 23 luglio, le forze rumene rioccuparono Hódmezővásárhely, Szentes e Mindszent. I rumeni controllavano la sponda orientale del Tibisco in quel settore, il che consentì alla 1ª Brigata Vânători di spostarsi al centro. Il 20 luglio, le forze ungheresi stabilirono una solida testa di ponte sulla sponda orientale del Tibisco a Szolnok, contrastata dal 91º Reggimento rumeno della 18ª Divisione fanteria. L'esercito ungherese spostò la 6ª e la 7ª Divisione attraverso il Tibisco, si formò all'interno della testa di ponte ed attaccò i rumeni sulla prima linea di difesa. La 6ª Divisione fanteria ungherese prese Törökszentmiklós, la 7ª Divisione avanzò verso Mezőtúr e la 5ª Divisione avanzò verso Túrkeve.
Il 22 luglio, le forze ungheresi attraversarono il Tibisco 20 chilometri (12 mi) a nord di Szolnok e presero Kunhegyes dal 18º Reggimento Vânători. La 18ª Divisione rumena venne rinforzata con unità della seconda linea, comprese alcune truppe della 1ª Divisione cavalleria e l'intera 2ª Brigata Vânători. Il 23 luglio, le forze ungheresi presero Túrkeve e Mezőtúr. L'esercito ungherese controllava un'area lunga 80 chilometri (50 mi) lungo la riva del Tibisco e profonda 60 chilometri (37 mi) a est del Tibisco a Szolnok. L'esercito rumeno intraprese manovre a nord del territorio ungherese. Il generale Cleante Davidoglu, al comando della 2ª Divisione cavalleria, si formò più vicino al fiume. Il generale Mihail Obogeanu, al comando della 1ª Divisione fanteria, si formò al centro ed il generale Marcel Olteanu, al comando della 6ª Divisione fanteria, si formò più a est.
Il 24 luglio i rumeni contrattaccarono, costringendo le forze ungheresi a ritirarsi verso Fegyvernek. Complessivamente, l'attacco respinse l'esercito ungherese 20 chilometri (12 mi). Le forze rumene erano supportate dalla 2ª Divisione Vânători e da alcune unità di cavalleria quando si resero disponibili. In due giorni l'offensiva rumena ricacciò gli ungheresi oltre il Tibisco.

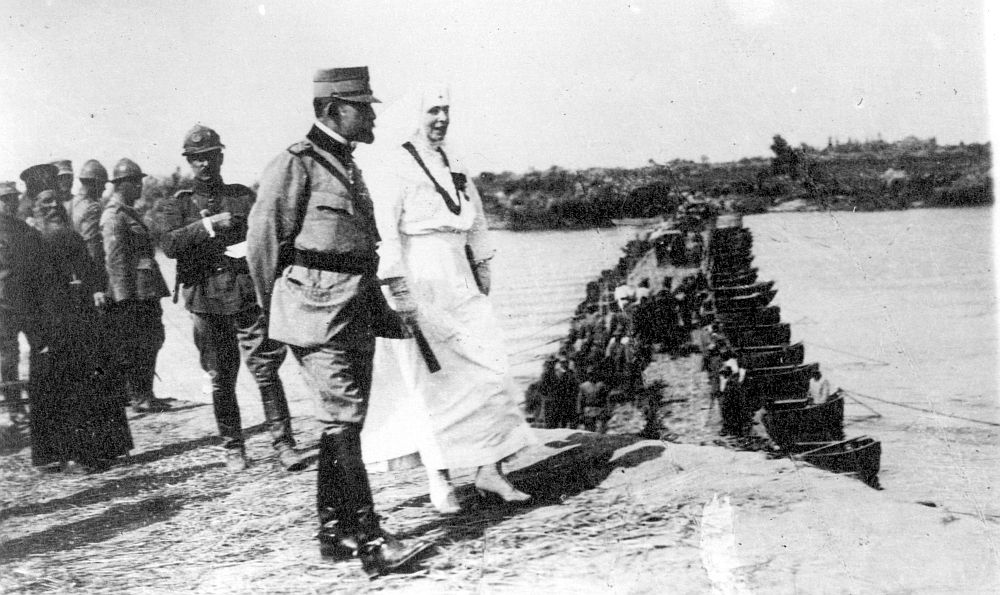
Truppe della 2ª Divisione Vânători attraversano il Tibisco alla presenza del re Ferdinando e della regina Maria.

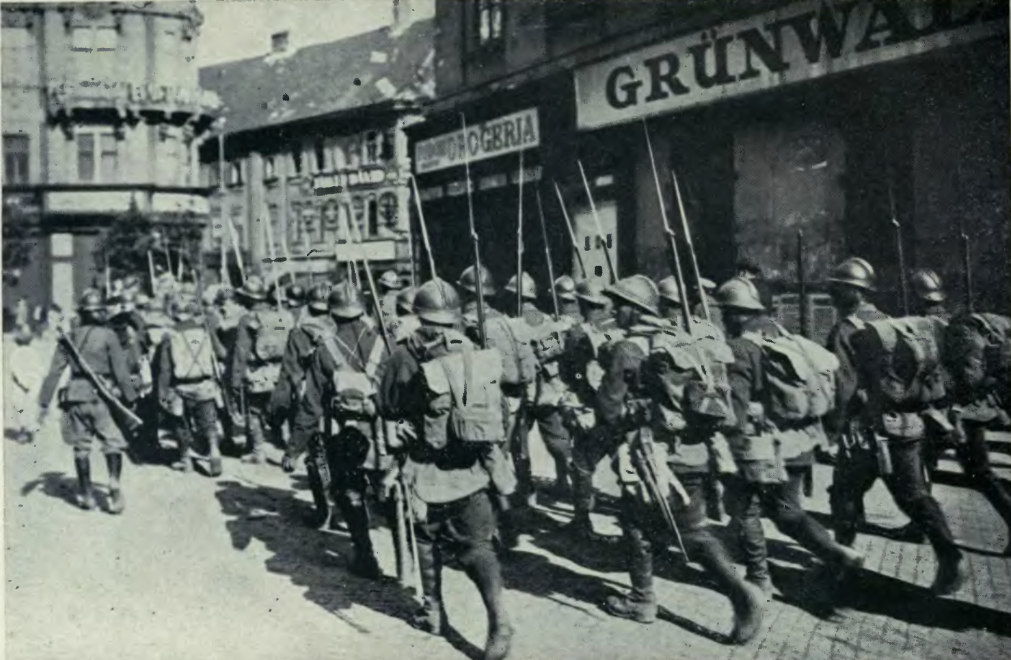
Truppe rumene entrano a Budapest.

Dal 27 al 29 luglio, l'esercito rumeno testò la forza della difesa ungherese con piccoli attacchi. Venne fatto un piano per attraversare il Tibisco vicino a Fegyvernek, dove fa una svolta. La notte tra il 29 ed il 30 luglio il comando rumeno attraversò il Tibisco e lanciò un massiccio attacco contro l'Ungheria. Il 31 luglio l'esercito ungherese si ritirò verso Budapest. Il 3 agosto le forze ungheresi erano state circondate e dovettero arrendersi. Il giorno stesso il generale Rusescu entrò a Budapest.  L'incursione della Romania in Ungheria causò i combattimenti più pesanti della guerra. Le vittime dell'esercito rumeno furono 123 ufficiali e 6 434 soldati, con 39 ufficiali e 1 730 soldati uccisi, 81 ufficiali e 3 125 soldati feriti e tre ufficiali e 1 579 soldati dispersi in azione. All'8 agosto, le forze rumene avevano catturato 1 235 ufficiali ungheresi e 10 000 soldati, catturato 350 cannoni (di cui due con un calibro di 305 mm), 332 mitragliatrici, 51 450 fucili, 4 316 carabine, 519 revolver e 87 aeroplani.
Già il 2 agosto Béla Kun aveva lasciato l'Ungheria fuggendo prima in Austria e poi in Unione Sovietica. Venne installato a Budapest, con l'assistenza del consiglio alleato, un governo socialista sotto la guida di Gyula Peidl, ma il suo mandato fu di breve durata. L'Associazione Fraterna della Casa Bianca controrivoluzionaria tentò d'insediare l'arciduca Giuseppe Augusto d'Austria come capo di stato ungherese e István Friedrich come primo ministro. Tuttavia, gli alleati non avrebbero accettato un Asburgo come capo di stato in Ungheria e quindi era necessario un nuovo governo. I rumeni occuparono l'intero territorio ungherese tranne una piccola striscia attorno al lago Balaton.

## Epilogo

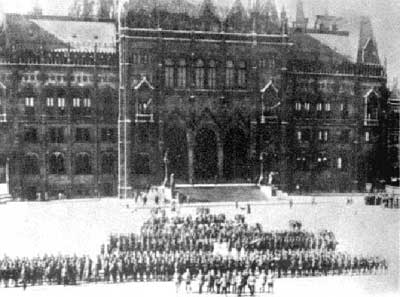
L’esercito rumeno marcia di fronte al Parlamento ungherese

L'Intesa non era affatto contenta dell'occupazione rumena dell'Ungheria ma, d'altro canto, decise di non sanzionare la Romania, che comunque aveva rovesciato il governo comunista di Kun.
D'altro canto il governo di Bucarest dovette accettare una missione interalleata in Ungheria che avrebbe sovrinteso alle operazioni di disarmo dell'esercito magiaro e al ritiro delle truppe rumene.
La commissione era composta dal generale statunitense Harry Hill Bandholtz, da Reginald Gorton per la Gran Bretagna, Jean César Graziani per la Francia ed Ernesto Mombelli per l'Italia. I lavori della commissione crearono forti tensioni con il governo rumeno. Il primo ministro Brătianu insisteva nel voler spostare il proprio confine fino al Tibisco (così come gli era stato promesso con il trattato di Bucarest del 1916, sulla base del quale la Romania era entrata in guerra) e si rifiutava di firmare l'accordo di pace con l'Austria. A causa di questi contrasti il Consiglio Supremo Alleato decise di escludere la Romania dai Paesi beneficiari delle riparazioni tedesche arrivando a minacciare l'esclusione del Paese da quelli del gruppo degli Alleati.
Brătianu fu costretto a dimettersi e il nuovo governo rumeno firmò il trattato di pace con l'Austria impegnandosi ad evacuare l'Ungheria. In cambio la Romania (che comunque ricevette limitatissime riparazioni da Germania, Bulgaria e Turchia) ottenne di poter requisire beni in natura dal territorio ungherese.
Nel novembre 1919 l'esercito rumeno iniziò a ritirarsi e alla fine del marzo 1920 l'ultimo soldato lasciò il territorio ungherese.